# General von Berning
General von Berning ist ein deutsches Stummfilmdrama aus dem Jahre 1914 von Heinrich Bolten-Baeckers mit Albert Paul, Martha Novelly, Leo Peukert und Ernst Hofmann in den Hauptrollen.

## Handlung

### Erster Akt
General von Berning ist ein angesehener Berufsoffizier, der sich aber mittlerweile im wohlverdienten Ruhestand befindet. Eines Tages überredet ihn sein Schwiegersohn, der Geschäftsmann Baron von Möllenhausen, der mit Bernings Tochter Erna verheiratet ist, sich im Aufsichtsrat seiner Firma, einer Aktiengesellschaft, zu engagieren. Während die beiden Männer die geschäftlichen Details besprechen, besucht Erna im väterlichen Haushalt ihre Schwester Edith, die dem verwitweten Vater den Haushalt besorgt. Nachdem Schwiegervater und Schwiegersohn handelseinig geworden sind, wird der neue Aufsichtsrat in die Firma eingeführt. Derweil ist dort auch der international tätige brasilianischer Investor Ramirez d’Alvarez eingetroffen, der den Beitritt des Generals schmunzelnd zur Kenntnis nimmt und daraufhin bereit ist, in diese Firma zu investieren. 
Im Rahmen eines Besuchs beim ehemaligen Burschen des Generals lernt dessen Tochter Edith den schmucken jungen Maler Schönwald kennen, der der bescheidenen und sparsamen jungen Frau gut gefällt. Erna ist so ganz anders als ihre Schwester Edith: Sie lebt gern auf großem Fuße und ist, obwohl verheiratet, einem kleinen Flirt mit anderen Männern nicht abgeneigt. Ramirez d’Alvarez ist ein Mann ganz nach ihrem Geschmack. Im Lauf der Zeit kommen sich Edith und Schönwald näher, auch dank der Tatsache, dass sie den Künstler in seinem Atelier besucht.

### Zweiter Akt
Im prachtvollen Salon von Baron Möllenhausen. Hier empfängt der Edelmann seinen Geschäftsfreund Ramirez d’Alvarez, der ihm ein merkwürdiges Schreiben überreicht. Demzufolge solle der Baron dafür sorgen, dass General von Berning nicht aus dem Unternehmen wieder abspringt, da die Presse sich auf Möllenhausens Firma einzuschießen gedenkt. Berning, so Ramirez, sei als Aushängeschild unverzichtbar. Um die Öffentlichkeit zu beruhigen und abzulenken, schlägt der Brasilianer vor, die ledige Tochter des Generals, Edith, zu ehelichen. Edith ahnt nicht, was auf sie zukommt, als Ramirez sie und ihren Vater zu einem Ball, den er zu geben gedenkt, einlädt. Bei ihrem nächst Besuch bei Schönwald liest dieser Edith eine Zeitungsnotiz vor, der zufolge es sich beim Möllenhausens Firma um unseriöses Unternehmen für Spekulanten handele. Die raue Eminenz Ramirez wird dort als exotischer Abenteurer gescholten. Auch General von Bernings Rolle wird thematisiert, und der Artikelschreiber mutmaßt, dass der Alte lediglich als Aushängeschild benutzt werde, um einfältige Gemüter zu täuschen. 
Edith beschließt, mit ihrem Vater darüber zu sprechen und ist nun umso mehr von diesem jungen Maler angetan, der durchscheinen lässt, dass er sie gern heiraten würde. Edith und Schönwald eilen zum Haus des Generals, um ihn zu warnen, da müssen sie feststellen, dass Ramirez d’Alvarez und der Baron bereits vor ihnen eingetroffen sind. Ihr Vater erzählt glückstrahlend, dass der Brasilianer u ihre Hand angehalten habe. Entsetzt weist Edith dieses Ansinnen zurück. Dann erklärt sie den aufgebrachten Herren, dass jener Senhor lediglich den guten Namen von Berning für seine dunklen Geschäfte missbrauchen wolle. Ramirez d’Alvarez tut empört, da tritt Schönwald hinzu und überreicht dem General den alles erklärenden Zeitungsartikel. Ramirez gelingt es, dem General plausibel zu machen, dass der Artikel nur unsinnige Verleumdungen enthält. Von Berning glaubt dem Mann, die Stimmung kocht über, und Maler Schönwald wird vom knurrigen Alten des Hauses verwiesen. Daraufhin geht Edith ebenfalls hinaus und schmiegt sich an ihren Liebsten. Sie beschließt, nie mehr wieder das Vaterhaus zu betreten.

### Dritter Akt
Ein Jahr ist seit diesem Familiendrama vergangen. Edith hat ihren Schönwald geheiratet und ist gerade mit einer Anfertigung von Puppen, über die er und seine Frau sich einst näher gekommen sind, beschäftigt. Diese kleinen Handarbeiten sollen in einer royalen Ausstellung präsentiert werden. Prompt gewinnt sie mit ihren liebevoll hergestellten Ausstellungsstücken den ersten Preis. Der befreundete Tischlermeister Janecke hat der ebenso glücklichen wie begabten Frau Schönwald ein kleines Atelier für ihre Arbeiten eingerichtet. Anschließend wird gefeiert, und das Ehepaar Schönwald verbringt einige schöne Winterliche Erholungstage im Riesengebirge. Derweil erhält der verbitterte, alte General von Berning eine Schreckensnachricht. Seine Tochter Erna teilt ihm mit, dass sich ihr Gatte und dessen Geschäftspartner Ramirez d’Alvarez aus dem Staub gemacht haben, um nicht für ihren ruinösen Firmenmachenschaften haftbar gemacht werden können. 
Die naive Erna ist davon derart geschockt, dass sie freiwillig aus dem Leben scheidet. Jetzt ist von der Firmenleitung nur noch der ahnungslose General von Berning übrig geblieben, der gleichfalls ein Opfer des Barons und des Brasilianers geworden ist. Pflichtbewusst begibt sich der Alte in den Aufsichtsrats-Sitzungssaal, wo man ihn mit eisigem Schweigen „begrüßt“. Tief betroffen erklärt der Alte, dass er versuchen werde, mit seiner bescheidenen Offizierspension wenigstens etwas von dem finanziellen Schaden, die die Anleger erlitten haben, begleichen wolle. Edith und ihr Mann haben von der Katastrophe erfahren und treten mit der Bahn augenblicklich von ihrem Urlaubsort die Rückreise nach Berlin an. Die verbliebene Tochter und der gebrochene alte Mann schließen am Grab der toten Tochter Erna ihren Frieden miteinander. Das junge Ehepaar beschließt, Ediths Vater bei sich aufzunehmen, um sich fortan um General von Berning zu kümmern. 

## Produktionsnotizen
General von Berning entstand wohl im Winter 1913/14 im BB-Film-Atelier in Berlin-Steglitz, passierte die Filmzensur im Februar 1914 und wurde am 22. Mai 1914 uraufgeführt. Die Länge des Dreiakters ist derzeit unbekannt, dürfte wohl aber kaum unter einer Stunde gelegen haben.